# Arias de Acevedo
Arias de Acevedo (n. Badajoz en los últimos años del siglo XV.) fue un militar español.

## Biografía
Arias de Acevedo, señor de la Casa de Acevedo en Córdoba, hijo de Pedro de Acevedo, corregidor de Badajoz, y su esposa Juana Ramirez de Perea.
Contrajo matrimonio con Leonor Gutiérrez de los Ríos, II señora de Castillejo, hija de Pedro Gutiérrez de los Ríos y Aguayo. El matrimonio fueron los ancestros de los marqueses de la Puebla.
Militar, tomó parte activa en la guerra con Portugal. Marchó a América y conquistó el Panamá. Allí, compró haciendas y se transformó en un rico comerciante y regidor de Panamá, en Castilla del Oro, y luego del Cuzco, en el nuevo gran Virreinato del Perú. 
No obstante, hubo de regresar, ya que, apunta Díaz y Pérez en su Diccionario histórico, biográfico, crítico y bibliográfico de autores, artistas y extremeños ilustres, quedó desacreditado «por su carácter turbulento y mal trato para con los indios y los soldados que les eran subordinados».